# Honda 0 Saloon
Honda 0 Saloon — концептуальный электромобиль, разработанный в 2025 году японской компанией Honda.

## Описание
Впервые Honda 0 Saloon был представлен в 2025 году на выставке Consumer Electronics Show. Серийное производство и продажи намечены на 2026 год (первоначально в Северной Америке, а затем на других мировых рынках).
Honda 0 Saloon следует подходу к проектированию, в котором приоритет отдаётся аэродинамике, облегчённой конструкции и интегрированным технологиям. Автомобиль имеет низкий расширенный кузов и минималистичный интерьер с акцентом на пространство и функциональность.
Honda 0 Saloon включает в себя систему искусственного интеллекта, которая адаптируется к предпочтениям водителя, функции помощи водителю, способные работать с ограниченной автомностью, и программное обеспечение, которое можно обновлять удалённо. Аккумуляторная система рассчитана на быструю зарядку и увеличенный запас хода.